# BANANA SHAKES
BANANA SHAKES（バナナシェイクス）は日本のラスティックバンド。通称バナナ、バナシェイ。所属レーベルはDIW PHALANX。

## 概要
1993年5月結成。当初はHENMI、TOSSY、ATSUYAのスリーピースで、ウッドベースとスタンディングドラムといったサイコビリー編成でトイドールズのコピーバンドを行う珍しいスタイルだった。
その後、ラスティックやサイコビリーシーンのメンバーにより、「裏切りの美学」をテーマに独自のラスティックスタイルを確立する。
1995年3月、初リリース作品としてテイチクエンタテインメントよりBILLYS WEEKENDERのVAに2曲「アリババ」「カルマ」参加。
バンド名の由来はオナニーかららしい。HENMI前身BAND「MONKEY BANANA」とTOSSY前身BAND「東京SHAKIN'SHAKE」から抜粋した模様。
GUCCIとUCHIBORIは「BILLYS BROTHERS」というバンドを組んでいたらしい。

## メンバー
- HENMI（ボーカル・ギター）(現 gyouninven)
- TOSSY（アコーディオン・元ウッドベース）現 侍ダイナマイツ。
- KAYAMA（マンドリン）
- GUCCI（ウッドベース）
- KOHEICHIN（ドラム）現 笠間コブラ会、gyouninven、BIG AUDIO acoustic DAINI-NITE、SENTIMENTAL OF YOU。2023年11月より復帰。
- UCHIBORI（ギター）
- KENTARO（トランペット）2023年11月より復帰。

## 過去在籍していたメンバー
- ATSUYA（ドラム）現 HEISIN。
- MIYATA-san（バリトンサックス）現 花屋[要出典]。
- KUNIBA（アルトサックス）現在も歯っかけです[要出典]。
- KATOKICHI（ドラム）

## ディスコグラフィー

### シングル
- DANS! DANS! DANS!（1998）DIW　PHALANX

1. Rare
2. Well-done

- Royal Straight Flash （1999）

1. 非情の光
2. ME-RA-RU-RA-

### アルバム
- SICILIAN RUSTIC（1997）DIW PHALANX(PX-14) / LP (PXLP-14)

1. SNIPER
2. チャクラ
3. カルマ
4. カリブの太陽
5. 3P MEN
6. EMPIRE
7. 江戸屋DIGITAL
8. 俺の花道

- 2K3T （1998）DIW　PHALANX(PX-26) / LP (PXLP-26)

1. Intro
2. Well-done
3. 尚琴
4. Rare
5. ハジメテノココロ
6. VIVA!ビリーズ
7. Top of the World
8. Outro

- 桜道 （2001） (PX-62)／LP (PXLP-62)

1. へりくつMAN
2. 心僕は透きすます
3. あきらめせん 勝つまでは
4. 非情の光
5. 珊瑚
6. ありがとネ
7. CHICKEN ROCK
8. め〜ら〜る〜ら〜
9. 強女は強弱
10. TERRORIST
11. 花となれ
12. いかがはせむ我
13. CHILDREN BLUES

- バナナシェイクスが聴こえない（2004） (PX-90)

1. 花となれ
2. カルマ
3. あきらめません勝つまでは
4. 江戸屋デジタル
5. め～ら～る～ら～
6. ハジメテノココロ
7. 強女は強弱
8. スナイパー
9. 尚琴
10. チャクラ
11. TOP OF THE WORLD
12. レア
13. カリブの太陽
14. 非情の光
15. Well-Done
16. テロリスト
17. いかがはせむ我
18. 珊瑚
19. マニックマンデイ
20. ありがとね
21. 俺の花道
22. 心僕は透きすます
23. I FOUGHT THE アホ

- バナナシェイクスが何をやりたいのか解らない（2008）(PX-181)

1. コンドルは飛んでいく
2. BE MY WAY WAY
3. ギラギラMAN
4. 2003年活動休止LIVE-DVD付

### スプリット
- DOUBLE BED with ONE TRACK MIND (2000) DIWPHALANX RECORDS PX-45/PXLP-45

1. MANIC MONDAY
2. 花となれ

### オムニバス
- BILLYS WEEKENDER （1995）テイチク

1. アリババ
2. カルマ

- RUSTIC STOMP 1996 （1996）

1. チョンマゲ
2. ルンバ

- SMASH In LA-PPISCH !（1999）TIGER HOLE　THUC-1001

1. リックサック

- ラディキャントvol.1 （1999）

1. VIVAビリーズ

- ヘブンズ・カーニバル・来・エジャニカ（1999）

1. いかがはせむ我

- RUSTIC STOMP 2000 （2000）

1. あ〜あ

- REBEL BANDITZ vol:2 （2010）

1. リフレイミング

### その他
- バナナシェイクスが解らない（2004）VHS
- First Children　Ground Zero(2001）VHS/DVD

1. 心僕は透きすます
2. 花となれ
3. いかがはせむ我

- First Children　RISING SUN 5(2002)VHS/DVD

1. あきらめません勝つまでは

- First Children VA　楽曲集(2001) CD

1. 花となれ
2. いかがはせむ我

- First Children VA　楽曲集2(2002) CD

1. あきらめません勝つまでは

- CORE GENERATION(2000) MIND OF CORE　Tatoo-Book

1. TOSSY,KAYAMA参加